# Абрамцево (Вологодская область)
Абрамцево — деревня в Вологодском районе Вологодской области.
Входит в состав Спасского сельского поселения, с точки зрения административно-территориального деления — в Спасский сельсовет.
Расстояние по автодороге до районного центра Вологды — 13 км, до центра муниципального образования Непотягово — 3 км. Ближайшие населённые пункты — Яскино, Ивановское, Родионцево.

## Население
| 2002 | 2010 |
| ---- | ---- |
| 7    | ↘5   |

По переписи 2002 года население — 7 человек.